# Walter Johannes Stein
Walter Johannes Stein (Viena 6 de febrer de 1891 – Londres 7 de juliol de 1957) va ser un filòsof austríac, professor de l'escola Waldorf, investigador del Grial i un dels pioners de l'antroposofia.

## Biografia
D'ascendència jueva, Stein va estudiar matemàtiques, física i filosofia a la Universitat de Viena, abans de completar un doctorat en filosofia al final de la Primera Guerra Mundial, havent continuat treballant-hi durant el seu servei en una unitat d'artilleria durant la guerra. Es va convertir en estudiant personal de Rudolf Steiner des dels 21 anys aproximadament, i va gaudir de la supervisió no oficial de Steiner mentre escrivia la seva tesi. En termes generals, la tesi va ser un intent d'escriure una teoria de la cognició per al coneixement espiritual.
Després de la Primera Guerra Mundial, Stein va ajudar Steiner a promoure la Triarculació Social. Quan el 1919 va quedar clar que aquests esforços no tindrien èxit, Steiner va demanar a Stein que ensenyés història i literatura alemanya a la primera Escola Waldorf de Stuttgart. Va ser com a part d'aquest treball que Stein va començar la seva recerca sobre el Greal, que va culminar el 1928 amb el seu llibre The Ninth Century and the Holy Grail. En aquesta obra, va intentar identificar persones i esdeveniments històrics representats a l'epopeia del Greal i interpretar Parzival com un document esotèric que representa el camí humà del desenvolupament interior. Stein també va escriure diversos articles sobre aquests temes .
Stein va impartir nombroses conferències sobre antroposofia i temes relacionats des de principis de la dècada de 1920, arribant a fer fins a 300 conferències a l'any. També va contribuir amb molts articles a "The Present Age" i publicacions similars, i va escriure diversos llibres curts. Stein va afirmar haver tingut un avenç espiritual el 1924 utilitzant els mètodes meditatius de Steiner i haver obtingut una certa comprensió del seu propi bagatge kàrmic.
Stein es va traslladar a Londres el 1933, per invitació del teòsof convertit en antropòsof Daniel Nicol Dunlop. Dunlop va ser director de la British Electrical and Allied Manufacturers' Association (BEAMA) i president del consell executiu de la World Power Conference. Dunlop havia cridat Stein a Londres per ocupar un lloc de recerca per a la Conferència Mundial de Potències; sembla que havia fundat la Conferència Mundial de Potències com a precursor d'una Conferència Econòmica Mundial, i havia cridat Stein a Londres per ajudar-lo especialment amb aquest darrer projecte, més ambiciós. Dunlop va morir el 1935 abans que aquest pla es pogués dur a terme, però Stein va fer realitat el desig de Dunlop d'una revista cultural independent en forma de "The Present Age". Stein, després d'haver emprès diversos estudis d'economia, geografia i geologia per al seu treball en col·laboració amb Dunlop, va poder reunir els resultats d'aquest treball en un número especial de la revista sota el títol "La Terra com a base de l'economia mundial". La publicació de la revista va cessar amb l'inici de la Segona Guerra Mundial.
Durant i després de la Segona Guerra Mundial, Stein va fer moltes connexions en cercles governamentals a Gran Bretanya, així com amb les famílies reials holandesa i belga.

## Ficcionalització
Stein és un dels personatges principals dels llibres de Trevor Ravenscroft "The Spear of Destiny" i "The Cup of Destiny". Tot i que Ravenscroft afirmava que havia estat alumne de Stein, el periodista d'investigació Eric Wynants va descobrir que la connexió entre Stein i Ravenscroft era una completa invenció mentre entrevistava Ravenscroft per a un article el 1982.

## Obres
- Die moderne naturwissenschaftliche Vorstellungsart und die Weltanschauung Goethes, wie sie Rudolf Steiner vertritt. Wölfing, Konstanz 1919
  - Nova edició anotada a: W. J. Stein/Rudolf Steiner: Dokumentation eines wegweisenden Zusammenwirkens, hg. v. Thomas Meyer. Verlag am Goetheanum (Pioniere der Anthroposophie 2), Dornach 1985, ISBN 3-7235-0384-5
- Rudolf Steiner als Philosoph und Theosoph. Eine Antwort auf die gleichnamige Schrift Dr. Friedrich Traub’s, Prof. in Tübingen. Der kommende Tag, Stuttgart 1920
- Die Dreigliederung des sozialen Organismus, 1922
- Generalmajor z. D. Gerold von Gleich. Material zur Bildung eines eigenen Urteils über seine Person. Der kommende Tag, Stuttgart 1922
- Weltgeschichte im Lichte des heiligen Grals. Orient-Occident-Verlag, Stuttgart 1928
  - 5. Auflage: Mellinger, Stuttgart 2003, ISBN 3-88069-082-0
- Die Arbeitsfrage in Geschichte und Gegenwart. Orient-Occident-Verlag, Stuttgart 1932
- Das Gold in Geschichte und Gegenwart. Stuttgart 1932
- Was ist der Westen dem Osten schuldig? Orient-Occident-Verlag, Stuttgart 1932
- The British, their psychology and destiny. New Knowledge Books, East Grinstead (Sussex) 1958
- Erziehungsaufgaben und Menschheitsentwicklung (Nebentitel: Erziehungsaufgaben und Menschheitsgeschichte). Freies Geistesleben (Menschenkunde und Erziehung 37), Stuttgart 1980
- Der Tod Merlins. Das Bild des Menschen in Mythos und Alchemie. Amb memòries i bibliografia, editat per Thomas Meyer. Publicat pel Goetheanum (Pioniere der Anthroposophie 1), Dornach 1984